# Палац Тиберія
Палац Тиберія (лат. Domus Tiberiana) — палац на Палатині, побудований імператором Тиберієм.
Палац розташовувався між храмом Magna Mater і Римським форумом. Спочатку палац був скромною будовою, яка об'єднувала кілька будинків республіканського періоду. При Калігулі палацовий комплекс було розширено.
Светоній писав:
У 80 році під час пожежі домус був зруйнований, при подальші розбудові комплексу Доміціана — палаці Флавіїв і палаці Августів використовувалися лише частини згорілого палацу Тиберія, насамперед стіни.
У XVI столітті на місці руїн були розбиті Фарнезінські сади.